# Griffin O’Neal
Griffin Patrick O’Neal (ur. 28 października 1964 w Los Angeles) – amerykański aktor.

## Życiorys
Urodził się i dorastał w Los Angeles w Kalifornii jako syn aktora Ryana O’Neala i jego pierwszej żony – aktorki Joanny Moore (z domu Dorothy Joanne Cook; 1934-1997). Dorastał ze starszą siostrą Tatum O’Neal (ur. 5 listopada 1963). Jego rodzice rozstali się na początku roku 1966, a w lutym 1967 r. rozwiązano małżeństwo przez rozwód. W czasie rozstania matka nadużywała alkoholu i leków, w tym amfetaminy. W 1970 Moore sprowadzono do ośrodka integracyjnego dla uzależnień Camarillo State Hospital. 13 lutego 1975 matka ponownie wyszła za mąż za dekarza Gary’ego L. Reevesa. Rozwiedli się w 1977.
Jego ojciec w 1967 roku poślubił Leigh Taylor-Young, z którą miał syna Patricka (ur. 14 września 1967), a z nieformalnego związku z Farrah Fawcett miał syna Redmonda Jamesa (ur. 30 czerwca 1985).
W wieku 12 lat zadebiutował na ekranie jako rowerzysta w komedii Bogdanovicha Ktoś tu kręci (Nickelodeon, 1976) z jego ojcem, siostrą i Burtem Reynoldsem. W 1982 roku krytyk artystyczny The New York Times Vincent Canby opisał dokonania O’Neala. Wystąpił potem w kilkunastu filmach, w tym Ghoulies (1985), Prima aprilis (1986), Widmo (The Wraith, 1986) u boku Charliego Sheena, Sherilyn Fenn, Nicka Cassavetesa i Randy’ego Quaida.
26 maja 1986 roku w Annapolis w stanie Maryland pilotował motorówkę, próbował przejechać między dwoma jachtami, nie zdając sobie sprawy, że oba jachty były połączone liną holowniczą. Chociaż O’Neal zdążył ominąć kaczkę, obecny na motorówce Gian-Carlo Coppola uderzył się w nią i zginął na miejscu. W czasie wypadku, O’Neal był na planie dramatu wojennego Francisa Forda Coppoli Kamienne ogrody (Gardens of Stone, 1987). Późniejsze badania wykazały, że O’Neal w chwili wypadku był pod wpływem narkotyków. O’Neal został później oskarżony o nieumyślne spowodowanie śmierci, za co został skazany w 1987 roku karę na 1,5 roku więzienia i 200 dolarów grzywny.

## Filmografia
| Rok  | Tytuł                                                     | Rola           | Reżyser            |
| ---- | --------------------------------------------------------- | -------------- | ------------------ |
| 1976 | Nickelodeon                                               | rowerzysta     | Peter Bogdanovich  |
| 1982 | Sztukmistrz (The Escape Artist)                           | Danny Masters  | Caleb Deschanel    |
| 1986 | Dzieci z Times Square (The Children of Times Square, TV)  | Rick           | Curtis Hanson      |
| 1986 | Prima aprilis (April Fool's Day)                          | Skip St. John  | Fred Walton        |
| 1986 | Widmo (The Wraith)                                        | Oggie Fisher   | Mike Marvin        |
| 1987 | Hadley's Rebellion                                        | Hadley Hickman | Fred Walton        |
| 1988 | Assault of the Killer Bimbos                              | Troy           | Anita Rosenberg    |
| 1989 | Dzieci nocy (Night Children)                              | Blade          | Norbert Meisel     |
| 1989 | Jesse Hawkes – odc.: „The Centurians”                     | kapral Stevens | Lyndon Chubbuck    |
| 1990 | Return to Justice                                         | Bo Johnson     | Vincent G. Cox     |
| 1991 | Ghoulies w koledżu (Ghoulies III: Ghoulies Go to College) | Blane          | John Carl Buechler |
| 1992 | Soulmates                                                 | Brian          | Thunder Levin      |